# Interpretação geométrica para o método dos mínimos quadráticos
Na matemática, sobretudo na análise numérica e álgebra linear, O método dos mínimos quadrados é um estratégia para lidar com sistemas lineares impossíveis Ax=b. O método adota a solução x que minimiza a soma do quadrado dos erros, chamado resíduo, isto é a norma L2 de Ax-b.
O objetivo deste artigo é apresentar uma interpretação geométrica do método. 
Falando em modo algébrico, estamos procurando um x que se aproxime ao máximo de y, em {\displaystyle \ Ax=y}.

Dada A, uma matriz com os coeficientes de equações lineares, com tamanho {\displaystyle \ m*n}, uma observação importante que podemos fazer é que independente do vetor x em questão, {\displaystyle \ Ax} pertence ao espaço de colunas de A, de tamanho {\displaystyle \ R^{n}}. 
Pelo método dos mínimos quadráticos devemos procurar x que torna {\displaystyle \ Ax} o ponto mais próximo de y no espaço das colunas de {\displaystyle \ A}. É claro que, se y está no espaço das Colunas da matriz {\displaystyle \ A}, então y é da forma {\displaystyle \ Ax} para algum x e esse x é a solução dos mínimos quadráticos.

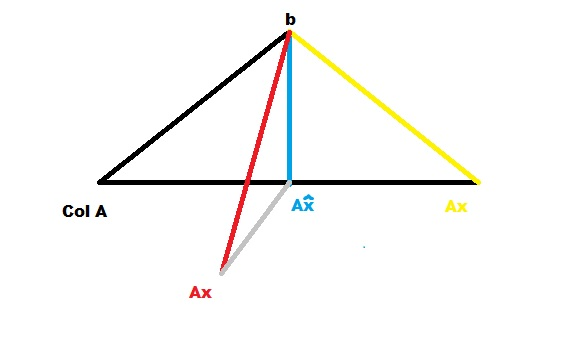
Interpretação Visual

Avaliando a imagem acima podemos ver que Ŷ{\displaystyle =proj_{ColunasA}*y}.

Como y está no espaço de colunas de {\displaystyle \ A}, a equação {\displaystyle \ Ax=y} é possível se existe um X em {\displaystyle \ R^{m}} tal que {\displaystyle \ AX=y}.

Como Ŷ é o ponto mais próximo de y, no espaço das colunas de {\displaystyle \ A}, um vetor X é uma solução de mínimos quadráticos para {\displaystyle \ Ax=y} se e somente se X for solução de {\displaystyle \ A*X=}Ŷ.
Dito isto, sempre haverá uma solução para o sistema, pois da álgebra, sabemos que se há um subespaço w do {\displaystyle \ R^{n}}, então cada y em {\displaystyle \ R^{n}} pode ser escrito de maneira única na forma {\displaystyle \ y=}ŷ{\displaystyle +z}, onde ŷ é a projeção de y sobre W e denotado por {\displaystyle \ proj_{w}*y}. 

A projeção de um vetor tem a propriedade de que se a subtração {\displaystyle \ y-}Ŷ for ortogonal ao espaço Colunas de A, logo y-Ax é ortogonal a cada coluna de A. 
Como cada {\displaystyle \ a_{j}^{t}} é uma linha de {\displaystyle \ A^{t}}, ortogonais entre si temos que:
{\displaystyle \ A^{t}*A*x=A^{t}*y}.
Desta forma, o conjunto de soluções de mínimos quadráticos de {\displaystyle \ Ax=y} é igual ao conjunto de soluções da equação {\displaystyle \ A^{t}*A*x=A^{t}*y.}